# Llanfair-Mathafarn-Eithaf
Llanfair-Mathafarn-Eithaf är en community i Storbritannien. Den ligger på ön Anglesey i kommunen Isle of Anglesey och riksdelen Wales, i den sydvästra delen av landet, 300 km nordväst om huvudstaden London.
Den största orten är Benllech med 2 236 invånare.